# Morez
Morez korábbi község (település) Franciaországban, Jura megyében. 2016. január 1-jén La Mouille és Lézat községgel egyesült és Hauts de Bienne új község része lett.
Lakosainak száma 4813 fő (2018. január 1.). Morez Longchaumois községgel határos.

## Népesség
A település népességének változása:
| Lakosok száma | 5777 | 6408 | 6811 | 6957 | 6144 | 5508 | 4998 | 5640 | 4848 | 4813 |
|               | 1962 | 1968 | 1975 | 1990 | 1999 | 2008 | 2013 | 2016 | 2017 | 2018 |